# ヴァッサー大学
ヴァッサー大学（英語: Vassar College）は、アメリカ合衆国ニューヨーク州ポキプシー町に本部を置くアメリカ合衆国の私立大学。1861年創立、1861年大学設置。
リベラル・アーツ・カレッジ。著名女子大学群であるセブンシスターズの一校として設立、1969年に男女共学化を実施。

## 歴史

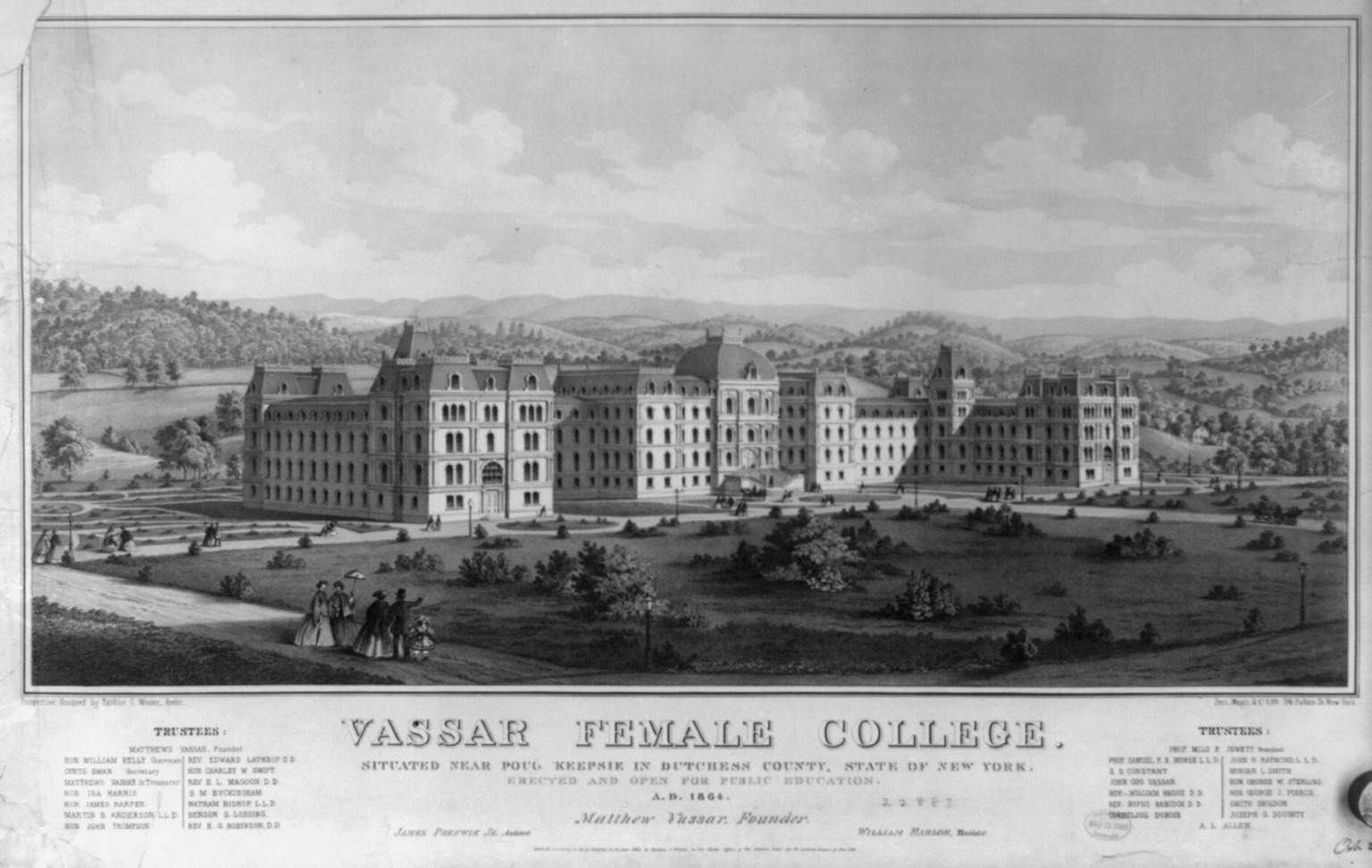
1862年のヴァッサー大学

1861年、実業家であったマシュー・ヴァッサーによって設立。
全米唯一の著名女子大学群であるセブンシスターズ（1927年設立）の一校としてバーナード大学、ウェルズリー大学、ラドクリフ大学等とともに、アイビー・リーグに匹敵する地位を持っていた。
しかし、第二次世界大戦以降の女子大の人気低下、そして経済発展に伴う若者の都会志向化とともにヴァッサー大学の人気は一時急落した。
エール大学からの合併提案を辞退した後、男女共学化を1969年に実施。再び入学が最も困難な大学の一つとなった。その反面、再活性化の一環として学部教育重視をモットーとしてきたため、教授陣の研究活動が限られているとの指摘もある。

## 教員・カリキュラム・校風

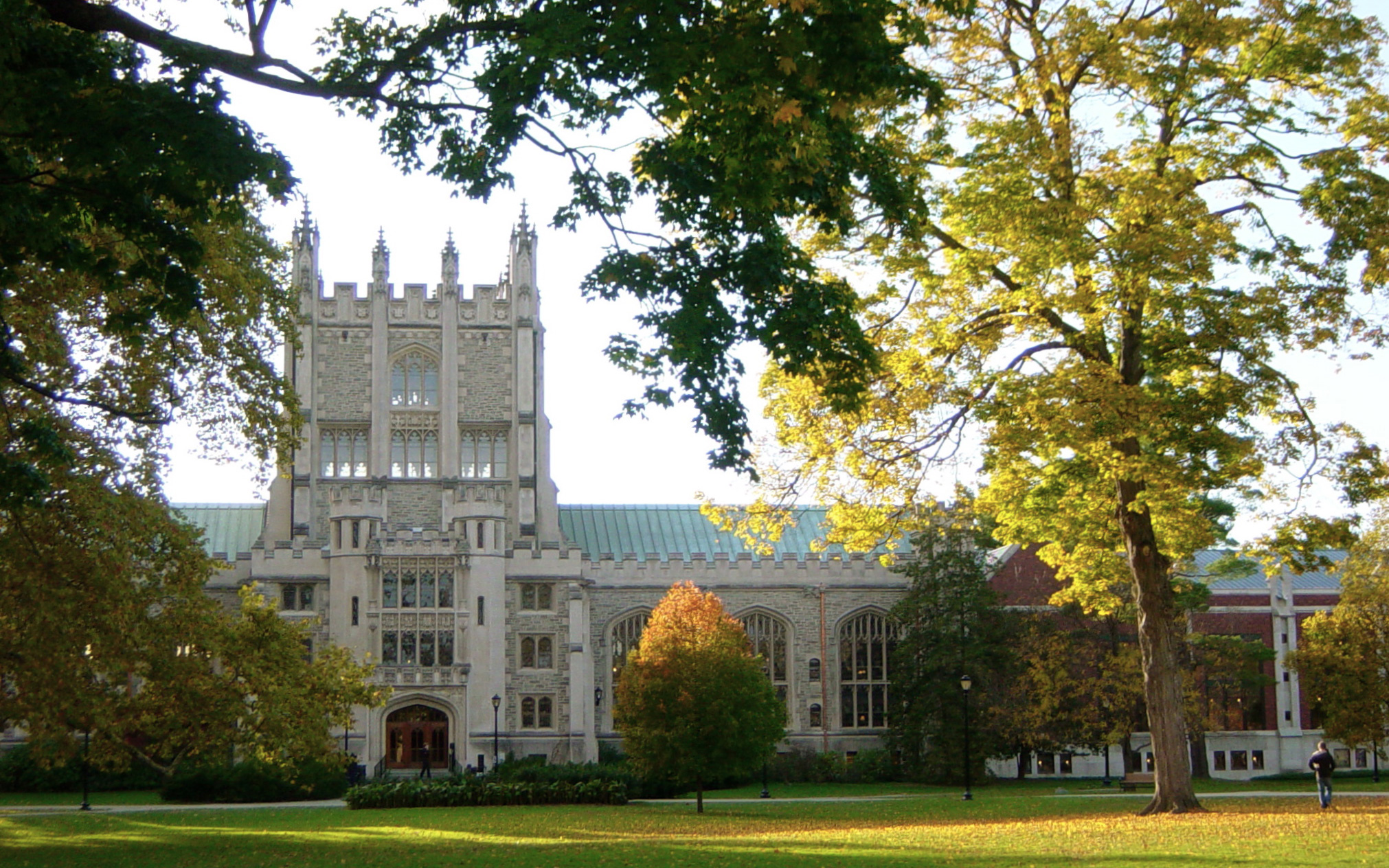
トンプソン図書館

各誌の大学ランキングにおいて、最難関校またリベラル・アーツ教育のトップ大学のひとつとして数えられている。
- フォーブス誌America’s Best University：米国全大学中第19位（2008年度）。アイビー・リーグ4校等、より規模の大きい大学を超える評価であった。[2]
- Kiplinger’s Personal Finance誌：米国リベラル・アーツ・カレッジの上位10以内と位置付け（2009年度）。
- USニューズ&ワールド・レポート誌Liberal Arts Ranking： 第11位（2009年度）[3].
- The Princeton Review誌の合格難易度指数： 97（最高99）（2006年度版）[4]
- Barron's Educational Series誌：「最も入学競争率が高い」カテゴリーに区分
- Time Magazine/Princeton Review誌：「College of the Year」として紹介（1999年度）[5]

ヴァッサー大学のキャンパスは全米有数の美しさを誇るといわれる。敷地面積1,000エーカー (4 km²) に及ぶキャンパスは、樹木園でもある。歴史的建造物や近代建築が並ぶ。学生の大多数はキャンパス内の寮に住んでいる。

## 卒業生
- エドナ・ミレイ（詩人）
- エリザベス・ビショップ（詩人）
- エスター・アベリル（作家・イラストレーター）
- 大山捨松（アメリカの大学を卒業した初の日本人女性、大山巌公爵夫人）
- メリル・ストリープ（女優）
- リサ・クドロー（女優）
- ホープ・デイヴィス（女優）
- ルース・ベネディクト（人類文化学者）
- グレース・ホッパー（科学者）
- エリン・ダニエルズ（女優）
- ジャスティン・ロング（俳優）
- ジーン・ウェブスター（作家）
- アデレイド・クプシー（詩人）
- ノア・バームバック（映画監督・脚本家）
- カテリーナ・フェイク（Flickr創設者）
- エレン・センプル（地理学者）
- レイチェル・ヤマガタ（シンガー・ソングライター）

### 一時在籍
- ジャクリーン・ケネディ・オナシス（ケネディ大統領夫人）
- ジェーン・フォンダ（女優）
- アン・ハサウェイ（女優）
- アンソニー・ボーディン（作家）（共学化のあと入学）

以上は在籍していたが卒業はしていない。

## 参考
- Horowitz, Helen Lefkowitz.  Alma Mater: Design and Experience in the Women's Colleges from Their Nineteenth-Century Beginnings to the 1930s, Amherst: University of Massachusetts Press, 1993 (2nd edition).